# Phacellus dejeanii
Phacellus dejeanii är en skalbaggsart som beskrevs av Jean Baptiste Lucien Buquet 1838. Phacellus dejeanii ingår i släktet Phacellus och familjen långhorningar. Inga underarter finns listade i Catalogue of Life.